# Orsonwelles malus
Orsonwelles malus – gatunek pająka z rodziny osnuwikowatych. Występuje endemicznie na Hawajach. 

## Taksonomia
Gatunek ten opisany został po raz pierwszy w 2002 roku przez Gustava Hormigę na łamach „Invertebrate Systematics”. Materiał typowy zdeponowano w Narodowym Muzeum Historii Naturalnej. Epitet gatunkowy malus oznacza po łacinie „zły” i jest nawiązaniem do filmu Dotyk zła w reżyserii Orsona Wellesa.

## Morfologia

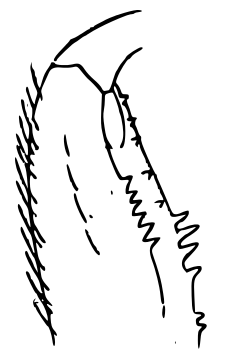
Zęby na szczękoczułkach O. malus

Samce osiągają od 8,74 do 10,66 mm długości ciała, z czego od 4,71 do 5,7 mm przypada na karapaks. Samice osiągają od 8,93 do 14,07 mm długości ciała, z czego od 4,71 do 6,08 mm przypada na karapaks. Karapaks jest ciemnobrązowy lub szary z jasną przepaską podłużną. Wysokość nadustka wynosi od około 2,8–2,9-krotności średnicy oczu przednio-środkowych. Duże i masywne szczękoczułki mają od 10 do 12 zębów na krawędzi przedniej oraz od 7 do 8 zębów na krawędzi tylnej. Zęby szczękoczułków rozmieszczone są szeregowo. Sternum jest brązowawe z przyciemnionymi brzegami. Jego kształt jest dłuższy niż szeroki z przedłużeniem między biodrami ostatniej pary. Podłużnie jajowata w zarysie opistosoma ma ubarwienie ciemnobrązowe lub szare z nielicznymi kropkami w częściach przednio-bocznych oraz jaśniejszymi znakami.
Nogogłaszczki samca mają pięć trichobotriów retrolateralnych na goleni, cymbium z dużą apofizą mezalną, apofizę terminalną tak dużą jak lamella characteristica i zaopatrzoną w dwa płaty przy nasadzie cymbium oraz błoniasty skleryt terminalny. Samica ma bardzo dużą i nabrzmiałą płytkę płciową ze słabiej zesklerotyzowanymi rejonami oskórka położonymi grzbietowo i bocznie.

## Występowanie i ekologia
Gatunek ten występuje endemicznie na wyspie Kauaʻi w archipelagu Hawajów. Ograniczony jest w swym zasięgu do bagnistych rejonów Kōkeʻe, Nā Pali-Kona oraz Alakaʻi na północnym zachodzie wyspy. Spotykany był na rzędnych od 985 do 1263 m n.p.m. Zasiedla lasy wilgotne i mezofityczne. Jako jeden z nielicznych przedstawicieli rodzaju żyje także w siedliskach silnie zaburzonych przez obcą florę. W jego sieciach często bytują kleptopasożytnicze omatnikowate z rodzaju Argyrodes.